# Afranthidium mlanjense
Afranthidium mlanjense är en biart som först beskrevs av Mavromoustakis 1936.  Afranthidium mlanjense ingår i släktet Afranthidium och familjen buksamlarbin. Inga underarter finns listade i Catalogue of Life.